# Monge (navio)
O Monge é um navio de ensaios e medidas da Marinha de Guerra Francesa, destinado a acompanhar o teste de mísseis balísticos e tácticos disparados da costa francesa ou a partir de submarinos em imersão e a cooperar em operações envolvendo o seguimento de satélites e a observação de alvos no espaço próximo. Construído pelos Chantiers de l'Atlantique, em Saint-Nazaire, o navio entrou ao serviço a 4 de Novembro de 1992, substituindo o .navio de ensaios Henri Poincaré, que estava ao serviço desde 1968. O navio tem como patrono o matemático francês Gaspard Monge (1746-1818).
Com base em Brest, as missões mais comuns do Monge são o estudo da trajectória de mísseis balísticos e tácticos, o seguimento de satélites a coordenação de operações de lançamento e seguimento de alvos aéreos.
O seu sistema de medição, assente em radares de seguimento de trajectórias, sensores ópticos, equipamento de recolha e registo de dados telemétricos e num conjunto de potentes computadores, que lhe dão um poder de cálculo apenas comparável aos melhores centros informáticos universitários. Inclui ainda um sistema sofisticado de observação meteorológica e aerológica e sofisticados equipamentos de telecomunicações.
O Monge pode ainda ser adaptado a navio-hospital, dispondo para tal de enfermarias, equipamentos de radioscopia e salas para cirurgia, reanimação e cuidados intensivos.
O disparo dos mísseis que são seguidos pelo Monge são efectuados por submarinos ou a partir dos silos sitos em Biscarrosse no Centre d’Essai de Lancement de Missiles (anteriormente denominado Centre d’Essais des Landes ou CEL). Antes de cada disparo, o navio posiciona-se próximo da zona receptáculo, o local onde os projécteis devem cair após 15 a 20 minutos de voo. Para este efeito são em geral utilizadas duas áreas: uma a cerca de 3 000 km da costa francesa, a noroeste dos Açores; outra a 6 000 km, frente à costa brasileira.
A entrada em serviço do Monge, associada à melhoria dos sistemas de telecomunicações e a uma crescente utilização de satélites, tornou obsoleto o centro de telemedidas instalado na Base Francesa das Flores, determinando o seu encerramento em 1994.